# Шмиц, Рихард
Рихард Шмиц (нем. Richard Schmitz; 14 декабря 1885, Моравия, Австро-Венгрия — 27 апреля 1954, Вена) — австрийский политический и государственный деятель, вице-канцлер Австрии (1930). Бургомистр Вены (1934–1938), журналист.
Член Христианско-социальной  партии Австрии. Занимал пост министра социальных дел.
Будучи ярым антифашистом, Шмиц стал бургомистром Вены после аншлюса. До этого публично выступал против нацизма и его тактики. Был арестован и отправлен в концентрационный лагерь Дахау, где оставался на протяжении всей Второй мировой войны. В конце апреля 1945 года Шмиц был вместе с другими видными узниками концлагеря переведен в Тироль. Освобождён американскими войсками 5 мая 1945 года.
После окончания войны работал генеральным директором издательства «Католический Герольд» и занимался журналистикой.
Похоронен на Центральном кладбище Вены